# Uniwersum X-Men (franczyza 20th Century Fox)
Uniwersum X-Men – franczyza obejmująca filmy o superbohaterach produkowane w latach 2000–2020 przez wytwórnię 20th Century Fox, oparte na cyklu komiksów X-Men wydawnictwa Marvel Comics. Produkcje w uniwersum łączą crossovery, wspólne wątki i członkowie obsady.
W 1994 roku studio 20th Century Fox zakupiło prawa do ekranizacji serii komiksów X-Men. Od 2000 roku wyprodukowano siedem filmów głównej serii: X-Men (2000), X-Men 2 (2003), X-Men: Ostatni bastion (2006), X-Men: Pierwsza klasa (2011), X-Men: Przeszłość, która nadejdzie (2014), X-Men: Apocalypse (2016) i X-Men: Mroczna Phoenix (2019) oraz spin-offy. Wśród nich znalazła się trylogia dotycząca postaci Wolverine’a: X-Men Geneza: Wolverine (2009), Wolverine (2013) i Logan: Wolverine (2017); dwa filmy o Deadpoolu: Deadpool (2016) i Deadpool 2 (2018). Ostatnim, trzynastym filmem franczyzy jest samodzielny spin-off, Nowi mutanci (2020). Studio miało w planach wiele innych produkcji, jednak zostały one anulowane, a prawa do postaci powróciły do Marvel Studios. Planowany jest reboot X-Menów i włączenie ich do Filmowego Uniwersum Marvela.
Najczęściej swoją rolę powtarzał Hugh Jackman jako James „Logan” Howlett / Wolverine. Ian McKellen zagrał Erika Lehnsherra / Magneto, a Patrick Stewart wystąpił jako Charles Xavier / Profesor X. Młodsze ich wersje zagrali Michael Fassbender jako Magneto i James McAvoy w roli Profesora X. Ryan Reynolds pojawił się jako Wade Wilson / Deadpool.
X-Men, X-Men 2, X-Men: Pierwsza klasa, Wolverine, oba filmy o Deadpoolu, Logan: Wolverine, X-Men: Przeszłość, która nadejdzie zyskały przeważnie pozytywne oceny krytyków. X-Men: Ostatni bastion i X-Men: Apocalypse spotkały się z mieszanymi opiniami krytyków, a X-Men Geneza: Wolverine, X-Men: Mroczna Phoenix i Nowi mutanci otrzymały przeważnie negatywne recenzje. Trzynaście filmów franczyzy miało łączny budżet 1,735 miliarda dolarów i zarobiło ponad 6 miliardów.

## Główna seria o X-Menach
| Tytuł                                                         | Data premiery                                                                         | Reżyseria      | Scenariusz                                | Producent                                                       | Przypisy                    |
| ------------------------------------------------------------- | ------------------------------------------------------------------------------------- | -------------- | ----------------------------------------- | --------------------------------------------------------------- | --------------------------- |
| X-Men                                                         | 12 lipca 2000 (świat) 13 października 2000 (Polska) 14 lipca 2000 (Stany Zjednoczone) | Bryan Singer   | David Hayter                              | Lauren Shuler Donner Ralph Winter                               | [ 1 ] [ 2 ] [ 3 ] [ 4 ]     |
| X-Men 2 X2                                                    | 24 kwietnia 2003 (świat) 1 maja 2003 (Polska) 2 maja 2003 (Stany Zjednoczone)         | Bryan Singer   | Michael Dougherty Dan Harris David Hayter | Lauren Shuler Donner Ralph Winter                               | [ 5 ] [ 6 ] [ 7 ] [ 8 ]     |
| X-Men: Ostatni bastion X-Men: The Last Stand                  | 22 maja 2006 (świat) 26 maja 2006 (Polska) 26 maja 2006 (Stany Zjednoczone)           | Brett Ratner   | Simon Kinberg Zak Penn                    | Lauren Shuler Donner Ralph Winter Avi Arad                      | [ 9 ] [ 10 ] [ 11 ] [ 12 ]  |
| X-Men: Pierwsza klasa X-Men: First Class                      | 25 maja 2011 (świat) 3 czerwca 2011 (Polska) 3 czerwca 2011 (Stany Zjednoczone)       | Matthew Vaughn | Ashley Miller Zack Stentz Jane Goldman    | Lauren Shuler Donner Bryan Singer Simon Kinberg Gregory Goodman | [ 13 ] [ 14 ] [ 15 ] [ 16 ] |
| X-Men: Przeszłość, która nadejdzie X-Men: Days of Future Past | 10 maja 2014 (świat) 23 maja 2014 (Polska) 23 maja 2014 (Stany Zjednoczone)           | Bryan Singer   | Simon Kinberg                             | Lauren Shuler Donner Bryan Singer Simon Kinberg Hutch Parker    | [ 17 ] [ 18 ] [ 19 ] [ 20 ] |
| X-Men: Apocalypse                                             | 9 maja 2016 (świat) 20 maja 2016 (Polska) 27 maja 2016 (Stany Zjednoczone)            | Bryan Singer   | Simon Kinberg                             | Lauren Shuler Donner Bryan Singer Simon Kinberg Hutch Parker    | [ 21 ] [ 22 ] [ 23 ] [ 24 ] |
| X-Men: Mroczna Phoenix Dark Phoenix                           | 14 maja 2019 (świat) 7 czerwca 2019 (Polska) 7 czerwca 2019 (Stany Zjednoczone)       | Simon Kinberg  | Simon Kinberg                             | Lauren Shuler Donner Simon Kinberg                              | [ 25 ] [ 26 ] [ 27 ] [ 28 ] |

### X-Men (2000)

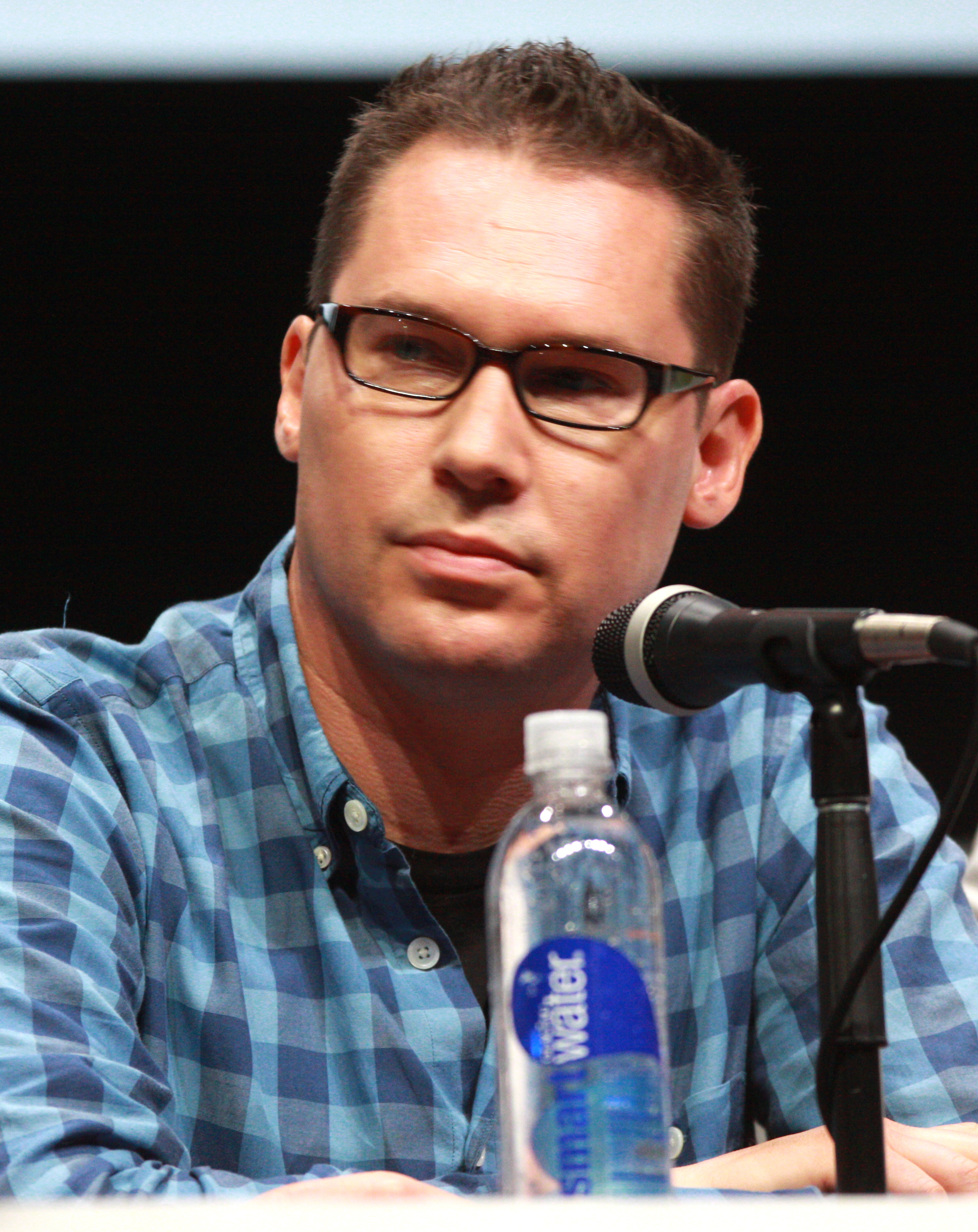
Bryan Singer, reżyser filmów: X-Men, X-Men 2, X-Men: Przeszłość, która nadejdzie i X-Men: Apocalypse

X-Men opowiada historię mutantów Wolverine’a i Rogue, którzy zostali włączeni w konflikt między dwoma grupami mutantów, które w różny sposób próbują osiągnąć akceptację swojego gatunku przez społeczeństwo. Jedną z nich jest grupa „X-Men” Profesora Charlesa Xaviera, natomiast drugą „Braterstwo Mutantów” dowodzone przez Erica Lensherra / Magneto. Światowa premiera filmu miała miejsce 12 lipca 2000 roku na Ellis Island. W Polsce zadebiutował on 13 października tego samego roku.
Za reżyserię odpowiadał Bryan Singer na podstawie scenariusza Davida Haytera. W rolach głównych wystąpili: Hugh Jackman, Patrick Stewart, Ian McKellen, Halle Berry, Famke Janssen, James Marsden, Bruce Davison, Rebecca Romijn-Stamos, Ray Park, Tyler Mane i Anna Paquin.

### X-Men 2 (2003)
X-Men 2 (oryg. X2: X-Men United) opowiada on dalszą historię dwóch grup mutantów „X-Menów” i „Braterstwa Mutantów”, które pomimo różnic, łączą siły przeciwko pułkownikowi Williamowi Strykerowi, który za pomocą skopiowanego ze szkoły Profesora Xaviera urządzenia do namierzania mutantów, Celebro, próbuje zniszczyć cały gatunek, aby ochronić ludzkość przed nimi. Światowa premiera miała miejsce 24 kwietnia 2003 roku w Londynie. W Polsce został wydany 1 maja tego samego roku.
Za reżyserię ponownie odpowiadał Bryan Singer, za scenariusz Michael Dougherty, Dan Harris i David Hayter. W rolach głównych wystąpili: Hugh Jackman, Patrick Stewart, Ian McKellen, Halle Berry, Famke Janssen, James Marsden, Bruce Davison, Rebecca Romijn, Brian Cox, Alan Cumming, Bruce Davison i Anna Paquin.

### X-Men: Ostatni bastion (2006)
X-Men: Ostatni bastion (oryg. X-Men: The Last Stand) oparty jest na cyklach komiksów „The Dark Phoenix Saga” i „Astonishing X-Men: Obdarowani”. Fabuła koncentruje się ona wokół lekarstwa dla mutantów, które doprowadziło do walk między grupami mutantów oraz zmartwychwstania Jean Grey. Światowa premiera filmu miała miejsce 22 maja 2006 roku podczas 59. MFF w Cannes, natomiast w Polsce film ukazał się 26 maja tego samego roku.
Za reżyserię odpowiadał Brett Ratner na podstwie scenariusza Simona Kinberga i Zaka Penna. W rolach głównych wystąpili: Hugh Jackman, Halle Berry, Ian McKellen, Famke Janssen, Anna Paquin, Kelsey Grammer, James Marsden, Rebecca Romijn, Shawn Ashmore, Aaron Stanford, Vinnie Jones i Patrick Stewart.

### X-Men: Pierwsza klasa (2011)
X-Men: Pierwsza klasa (oryg. X-Men: First Class) jest prequelem oryginalnej trylogii, który opowiada historię poznania się Charlesa Xaviera i Erika Lensherra w 1962 roku, podczas kryzysu kubańskiego próbujących powstrzymać „Hellfire Club”, którym dowodzi Sebastian Shaw, który ma plan dominacji nad światem. Światowa premiera miała miejsce 25 maja 2011 roku w Nowym Jorku. W Polsce zadebiutował on 3 czerwca tego samego roku.
Za reżyserię odpowiadał Matthew Vaughn, który napisał scenariusz razem z Ashleyem Millerem, Zackiem Stentzem i Jane Goldman. W rolach głównych wystąpili: James McAvoy, Michael Fassbender, Rose Byrne, January Jones, Olivier Platt i Kevin Bacon.

### X-Men: Przeszłość, która nadejdzie (2014)
W X-Men: Przeszłość, która nadejdzie (oryg. X-Men: Days of Future Past) Wolverine cofa się w czasie do 1973 roku, gdzie musi zmienić bieg przyszłości i nie doprowadzić do utworzenia „Sentineli”, które doprowadzą do zagłady zarówno ludzi jak i mutantów. Światowa premiera miła miejsce 10 maja 2014 roku w Nowym Jorku. W Polsce został wydany 23 maja tego samego roku.
Za reżyserię odpowiadał Bryan Singer, a za scenariusz Simon Kinberg. W rolach głównych wystąpili: Hugh Jackman, James McAvoy, Michael Fassbender, Jennifer Lawrence, Halle Berry, Anna Paquin, Elliot Page, Peter Dinklage, Ian McKellen i Patrick Stewart.

### X-Men: Apocalypse (2016)
X-Men: Apocalypse obsadzony jest w 1983 roku. En Sabah Nur, który jest pierwszym mutantem, przebudził się po tysiącach lat snu. Zamierza on zniszczyć cywilizację i zawładnąć światem. Mystique, z pomocą Profesora X, poprowadziła drużynę X-Men, aby go powstrzymać przed zniszczeniem ludzkości. Światowa premiera filmu odbyła się 9 maja 2016 roku w Londynie. W Polsce zadebiutował on 20 maja tego samego roku.
Za reżyserię odpowiadał Bryan Singer, a za scenariusz Simon Kinberg, Dan Harris i Michael Dougherty. W rolach głównych wystąpili: James McAvoy, Michael Fassbender, Jennifer Lawrence, Oscar Isaac, Nicholas Hoult, Rose Byrne, Tye Sheridan, Sophie Turner, Olivia Munn i Lucas Till.

### X-Men: Mroczna Phoenix (2019)

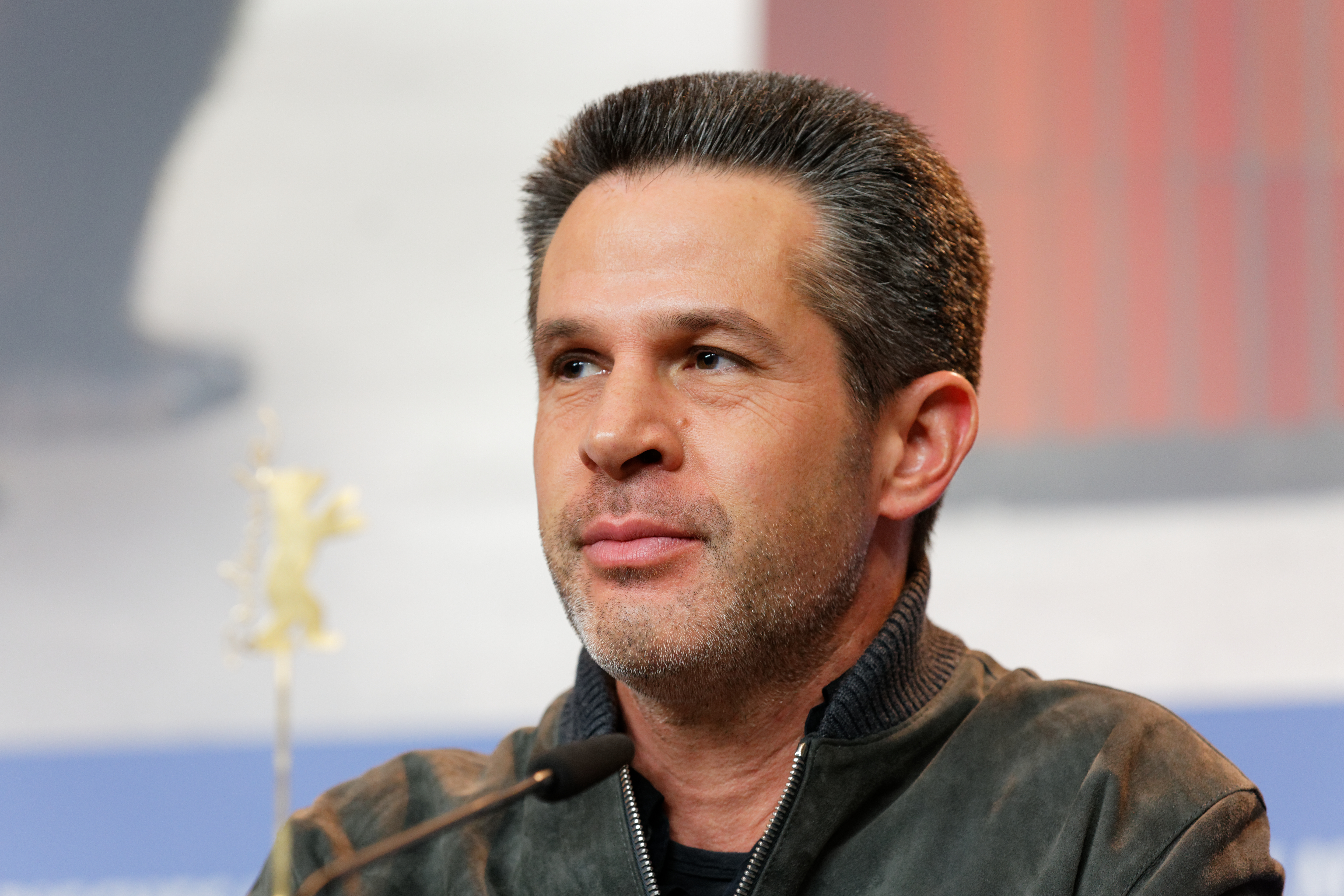
Simon Kinberg, reżyser filmu X-Men: Mroczna Phoenix

X-Men: Mroczna Phoenix (oryg. Dark Phoenix)  oparty na serii komiksów The Dark Phoenix Saga. 9 lat po wydarzeniach w filmie X-Men: Apocalypse, w latach dziewięćdziesiątych, Jean Grey traci kontrolę nad swoimi zdolnościami i staje się Mroczną Phoenix, zmuszając X-Menów do walki przeciwko niej. Jean spotyka pozaziemską istotę, która próbuje nią manipulować i wykorzystać jej moc. Światowa premiera filmu miała miejsce 14 maja 2019 roku w Meksyku. W Polsce zadebiutował 7 czerwca tego samego roku.
Za reżyserię i scenariusz odpowiadał Simon Kinberg. W rolach głównych wystąpili: James McAvoy, Michael Fassbender, Jennifer Lawrence, Nicholas Hoult, Sophie Turner, Tye Sheridan, Alexandra Shipp i Jessica Chastain.

## Spin-offy
| Tytuł                                            | Data premiery                                                                           | Reżyseria     | Scenariusz                               | Producent                                                   | Przypisy                    |
| ------------------------------------------------ | --------------------------------------------------------------------------------------- | ------------- | ---------------------------------------- | ----------------------------------------------------------- | --------------------------- |
| X-Men Geneza: Wolverine X-Men Origins: Wolverine | 8 kwietnia 2009 (świat) 30 kwietnia 2009 (Polska) 1 maja 2009 (Stany Zjednoczone)       | Gavin Hood    | David Benioff Skip Woods                 | Lauren Shuler Donner Ralph Winter Hugh Jackman John Palermo | [ 29 ] [ 30 ] [ 31 ] [ 32 ] |
| Wolverine The Wolverine                          | 16 lipca 2013 (świat) 26 lipca 2013 (Polska) 26 lipca 2013 (Stany Zjednoczone)          | James Mangold | Mark Bomback Scott Frank                 | Lauren Shuler Donner Hutch Parker                           | [ 33 ] [ 34 ] [ 35 ] [ 36 ] |
| Logan: Wolverine Logan                           | 17 lutego 2017 (świat) 3 marca 2017 (Polska) 3 marca 2017 (Stany Zjednoczone)           | James Mangold | Michael Green James Mangold, Scott Frank | Lauren Shuler Donner Simon Kinberg Hutch Parker             | [ 37 ] [ 38 ] [ 39 ]        |
| Deadpool                                         | 21 stycznia 2016 (świat) 12 lutego 2016 (Polska) 12 lutego 2016 (Stany Zjednoczone)     | Tim Miller    | Rhett Reese Paul Wernick                 | Lauren Shuler Donner Simon Kinberg Ryan Reynolds            | [ 40 ] [ 41 ] [ 42 ] [ 43 ] |
| Deadpool 2                                       | 10 maja 2018 (świat) 18 maja 2018 (Polska) 18 maja 2018 (Stany Zjednoczone)             | David Leitch  | Rhett Reese Paul Wernick                 | Lauren Shuler Donner Simon Kinberg Ryan Reynolds            | [ 44 ] [ 45 ] [ 46 ] [ 47 ] |
| Nowi mutanci The New Mutants                     | 26 sierpnia 2020 (świat) 26 sierpnia 2020 (Polska) 28 sierpnia 2020 (Stany Zjednoczone) | Josh Boone    | Josh Boone Knate Lee                     | Lauren Shuler Donner Simon Kinberg Karen Rosenfelt          | [ 48 ] [ 49 ] [ 50 ] [ 51 ] |

### Seria o Wolverinie

#### X-Men Geneza: Wolverine (2009)
X-Men Geneza: Wolverine (oryg. X-Men Origins: Wolverine) opowiada historię między przyrodnimi braćmi Wolveriem i Victorem Creedem oraz ich przystąpieniu do złożonej z mutantów „Drużyny X” kierowanej przez pułkownika Williama Strykera oraz o początkach kierowanego przez niego programu „Weapon X”, w wyniku którego wszczepiono w szkielet Wolverine’a niezniszczalny metal adamantium. Jest on spin-offem pierwszej trylogii, koncentrującym się wokół genezy mutanta Wolverine’a, którego akcja ma miejsce przed filmem X-Men. Światowa premiera filmu miała miejsce 8 kwietnia 2009 roku w Sydney. W Polsce zadebiutował on 1 maja tego samego roku.
Za reżyserię odpowiadał Gavin Hood, a za scenariusz David Benioff i Skip Woods. Tytułową rolę zagrał Hugh Jackman, a obok niego w głównych rolach wystąpili: Liev Schreiber, Danny Huston, Dominic Monaghan i Ryan Reynolds.

#### Wolverine (2013)
Wolverine (oryg. The Wolverine) przedstawia historię Wolverine’a, który wyrusza do Japonii, aby spotkać się z żołnierzem, Ichirō Yashidą, któremu uratował życie podczas II wojny światowej. Zmuszony jest on tam do ochrony jego wnuczki, Mariko Yashidy, która ścigana jest przez zabójców z Yakuzy. Jego akcja została umiejscowiona po wydarzeniach z filmu X-Men: Ostatni bastion. Światowa premiera filmu miała miejsce 16 lipca 2013 roku w Londynie. W Polsce został wydany 26 lipca tego samego roku.
Za reżyserię odpowiadał James Mangold, a za scenariusz Mark Bomback i Scott Frank. Tytułową rolę zagrał Hugh Jackman, a obok niego w głównych rolach wystąpili: Hiroyuki Sanada, Famke Janssen i Will Yun Lee.

#### Logan: Wolverine (2017)
Logan: Wolverine (oryg. Logan) inspirowany jest komiksem Staruszek Logan i opowiada ostatnią historię Wolverine’a, która została osadzona w przyszłości. Sędziwy Wolverine i bardzo chory Charles Xavier stają w obronie młodej mutantki o imieniu Laura przed Donaldem Pierce’em i Zanderem Rice’em. Światowa premiera odbyła się 17 lutego 2017 roku podczas MFF w Berlinie, natomiast w Polsce film zadebiutował 3 marca tego samego roku.
Za reżyserię odpowiadał James Mangold, który napisał scenariusz wspólnie z Scottem Frankiem i Michaelem Greenem. Tytułową rolę zagrał Hugh Jackman, a obok niego w głównych rolach wystąpili: Patrick Stewart, Dafne Keen, Richard E. Grant, Boyd Holbrook i Stephen Merchant.

### Seria o Deadpoolu

#### Deadpool (2016)
Deadpool opowiada o Wadzie Wilsonie, który jako antybohater Deadpool ściga człowieka, dzięki któremu zawdzięcza zdolności mutanta, ale również został przez niego oszpecony. Jest on spin-offem filmu X-Men Geneza: Wolverine, w którym postać Deadpoola pojawiła się po raz pierwszy. Ostatecznie po wydarzeniach w filmie X-Men: Przeszłość, która nadejdzie jego geneza została przestawiona od nowa. Światowa premiera filmu odbyła się 21 stycznia 2016 roku na Tajwanie. W Polsce film zadebiutował 12 lutego tego samego roku.
Za scenariusz odpowiadali Rhett Reese i Paul Wernick, natomiast za reżyserię Tim Miller. Tytułową rolę zagrał Ryan Reynolds, a obok niego w głównych rolach wystąpili: Morena Baccarin, Ed Skrein, T.J. Miller, Gina Carano i Brianna Hildebrand.

#### Deadpool 2 (2018)
Deadpool 2 opowiada dalszą historię Wade’a Wilsona, który tworzy drużynę X-Force, aby ochronić młodego mutanta przed podróżującym w czasie żołnierzem o imieniu Cable. Światowa premiera filmu odbyła się 10 maja 2018 w Londynie, natomiast w Polsce został wydany 18 maja tego samego roku.
Za reżyserię odpowiadał David Leitch na podstawie scenariusza Rhetta Reese’a i Paula Wernicka. Tytułową rolę zagrał Ryan Reynolds, a obok niego w głównych rolach wystąpili: Josh Brolin, Morena Baccarin, Julian Dennison, Zazie Beetz, T.J. Miller, Brianna Hildebrand i Jack Kesy.

### Nowi mutanci (2020)

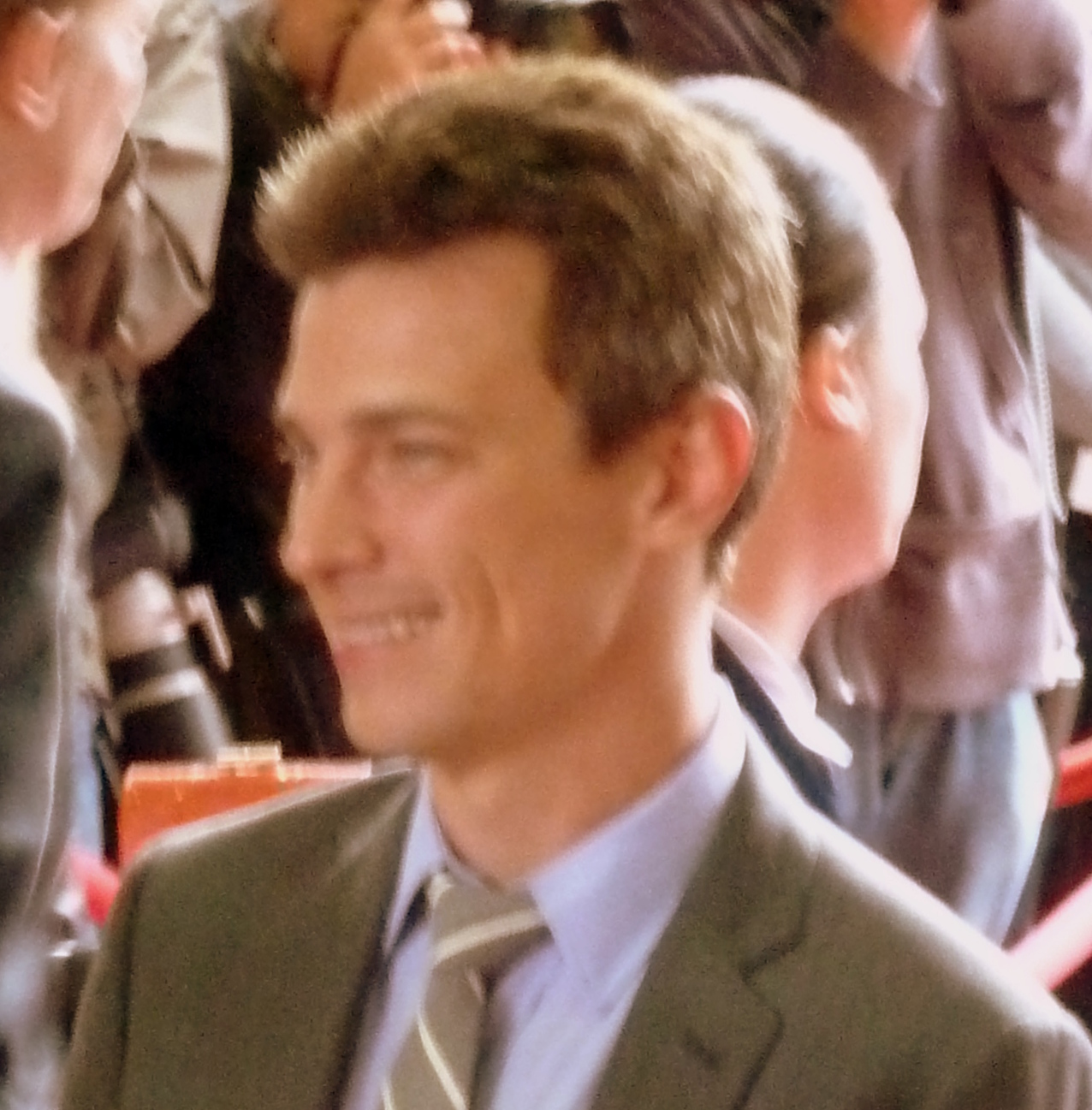
Josh Boone, reżyser filmu Nowi mutanci

Nowi mutanci (oryg. The New Mutants) opowiadają historię piątki młodych mutantów odkrywa swoje zdolności i są przetrzymywani w zamknięciu wbrew swojej woli. Próbują uciec i walczą o samych siebie. Jest to samodzielny spin-off serii X-Men. Światowa premiera filmu miała miejsce 26 sierpnia 2020 roku, gdzie zadebiutował między innymi w Polsce i we Francji.
Za reżyserię odpowiadał Josha Boone’a, który wraz z Knate Lee napisał scenariusz. W rolach głównych wystąpili: Maisie Williams, Anya Taylor-Joy, Charlie Heaton, Alice Braga, Blu Hunt i Henry Zaga.

## Obsada i postacie powracające w serii
Najczęściej swoją rolę powtarzał Hugh Jackman jako Wolverine, który wystąpił w filmach X-Men (2000), X-Men 2 (2003), X-Men: Ostatni bastion (2006), X-Men Geneza: Wolverine (2009), X-Men: Pierwsza klasa (2011), Wolverine (2013), X-Men: Przeszłość, która nadejdzie (2014), X-Men: Apocalypse (2016) i Logan: Wolverine (2017), który był jego ostatnim filmem franczyzy. Ian McKellen w roli Erika Lehnsherra / Magneto i Patrick Stewart jako Charles Xavier / Profesor X pojawili się w filmach X-Men (2000), X-Men 2 (2003), X-Men: Ostatni bastion (2006) oraz X-Men: Przeszłość, która nadejdzie (2014). Dodatkowo obydwaj wystąpili w roli cameo w filmie Wolverine (2013), a sam Stewart również w X-Men Geneza: Wolverine (2009) i Logan: Wolverine (2017). W filmie X-Men: Przeszłość, która nadejdzie (2014) pojawiły się dwa pokolenia aktorów odgrywających te role, Michael Fassbender jako Magneto i James McAvoy w roli Profesora X. Po raz pierwszy pojawili się oni w filmie X-Men: Pierwsza klasa (2011). Wystąpili oni ponownie w X-Men: Apocalypse (2016) i X-Men: Mroczna Phoenix (2019).
Wiele postaci zostało zagranych przez dwa różne pokolenia: Rebecca Romijn-Stamos, która wcieliła się w rolę Mystique w filmach X-Men (2000), X-Men 2 (2003), X-Men: Ostatni bastion (2006) została zastąpiona przez Jennifer Lawrence. Kelsey Grammer, który zagrał Beasta w filmie X-Men: Ostatni bastion (2006) i X-Men: Przeszłość, która nadejdzie (2014) został zastąpiony przez Nicholasa Houlta. Lawrence i Hoult wystąpili w X-Men: Pierwsza klasa (2011), X-Men: Przeszłość, która nadejdzie (2014), X-Men: Apocalypse i X-Men: Mroczna Phoenix (2019). Romijn-Stamos pojawiła się również epizodycznie w X-Men: Pierwsza klasa (2011).
Famke Janssen wcieliła się w postać Jean Grey w filmach X-Men (2000), X-Men 2 (2003), X-Men: Ostatni bastion (2006), Wolverine (2013) oraz X-Men: Przeszłość, która nadejdzie (2014). Halle Berry w roli Storm, a James Marsden jako Cyclops zagrali w filmach X-Men (2000), X-Men 2 (2003), X-Men: Ostatni bastion (2006) oraz X-Men: Przeszłość, która nadejdzie (2014). Janssen, Berry i Marsden zostali zastąpieni przez młodsze pokolenie w X-Men: Apocalypse (2016) i X-Men: Mrocznej Phoenix (2019) przez Sophie Turner, Alexandrę Shipp i Tye’a Sheridana.
Anna Paquin w roli Rogue i Shawn Ashmore jako Iceman zagrali w filmach X-Men (2000), X-Men 2 (2003), X-Men: Ostatni bastion (2006) oraz X-Men: Przeszłość, która nadejdzie (2014). Ryan Reynolds, który wcielił się w Wade’a Wilsona / Deadpoola w filmie X-Men Geneza: Wolverine (2009), wystąpił ponownie w filmach Deadpool (2016) i Deadpool 2 (2018).
Niektóre postacie zostały ponownie obsadzone. Postać Kitty Pryde w filmach X-Men: Ostatni bastion (2006) oraz X-Men: Przeszłość, która nadejdzie (2014) była grana przez Elliota Page’a, natomiast we wcześniejszych filmach X-Men (2000) i X-Men 2 (2003) grały ją dwie inne aktorki: Sumela Kay i Katie Stuart. Również młodsza wersja Cyclopsa oraz starsza Beasta były epizodycznie grane przez innych aktorów. Pierwszego z nich zagrał Tim Pocock w X-Men Geneza: Wolverine (2009), a drugiego z nich Steve Bacic w X-Men 2 (2003). Donald Mackinnon jako Peter Rasputin / Colossus pojawił się epizodycznie w X-Men (2000), zastąpił go Daniel Cudmore w dwóch kolejnych filmach i X-Men: Przeszłość, która nadejdzie (2014), a następnie Stefan Kapičić zagrał go w filmach Deadpool (2016) i Deadpool 2 (2018).
W spin-offie serii Nowi mutanci (2020) tytułowe role nowych mutantów zagrali: Anya Taylor-Joy jako Magik,
Maisie Williams jako Wolfsbane, Charlie Heaton jako Cannonball, Henry Zaga jako Sunspot oraz Blu Hunt jako Mirage. Postać Sunspota pojawiła się wcześniej w X-Men: Przeszłość, która nadejdzie (2014), w którego wcielił się Adan Canto.

## Odbiór
Trzynaście filmów franczyzy miało łączny budżet 1,735 miliarda dolarów i przyniosło ponad 6 miliardów USD przychodów z biletów kinowych. Najlepiej ocenione przez krytyków zostały filmy X-Men: Przeszłość, która nadejdzie i Logan: Wolverine, a najmniej pozytywnych recenzji od krytyków uzyskały X-Men: Mroczna Phoenix i Nowi mutanci.

### Wyniki Box office
| Film                                                          | Data premiery    | Data premiery        | Dochód           | Dochód         | Budżet (w mln USD) | Przypis |
| Film                                                          | na świecie       | w Polsce             | na świecie (USD) | w Polsce (USD) | Budżet (w mln USD) | Przypis |
| ------------------------------------------------------------- | ---------------- | -------------------- | ---------------- | -------------- | ------------------ | ------- |
| X-Men                                                         | 12 lipca 2000    | 13 października 2000 | 296 339 527      | 498 784        | 75                 | [ 63 ]  |
| X-Men 2 X2                                                    | 24 kwietnia 2003 | 1 maja 2003          | 407 711 549      | 345 667        | 110                | [ 64 ]  |
| X-Men: Ostatni bastion X-Men: The Last Stand                  | 22 maja 2006     | 26 maja 2006         | 459 359 555      | 530 312        | 210                | [ 65 ]  |
| X-Men Geneza: Wolverine X-Men Origins: Wolverine              | 9 kwietnia 2009  | 30 kwietnia 2009     | 373 062 864      | 685 884        | 150                | [ 66 ]  |
| X-Men: Pierwsza klasa X-Men: First Class                      | 25 maja 2011     | 3 czerwca 2011       | 353 624 124      | 444 444        | 160                | [ 67 ]  |
| Wolverine The Wolverine                                       | 16 lipca 2013    | 26 lipca 2013        | 414 828 246      | 868 859        | 120                | [ 68 ]  |
| X-Men: Przeszłość, która nadejdzie X-Men: Days of Future Past | 10 maja 2014     | 23 maja 2014         | 747 862 775      | 1 465 609      | 200                | [ 69 ]  |
| Deadpool                                                      | 21 stycznia 2016 | 12 lutego 2016       | 782 612 155      | 3 694 972      | 58                 | [ 70 ]  |
| X-Men: Apocalypse                                             | 9 maja 2016      | 20 maja 2016         | 543 934 105      | 1 082 378      | 178                | [ 71 ]  |
| Logan: Wolverine Logan                                        | 17 lutego 2017   | 3 marca 2017         | 619 021 436      | 2 273 844      | 97                 | [ 72 ]  |
| Deadpool 2                                                    | 10 maja 2018     | 18 maja 2018         | 785 794 179      | 4 810 166      | 110                | [ 73 ]  |
| X-Men: Mroczna Phoenix Dark Phoenix                           | 14 maja 2019     | 7 czerwca 2019       | 252 442 974      | 633 990        | 200                | [ 74 ]  |
| Nowi mutanci The New Mutants                                  | 26 sierpnia 2020 | 26 sierpnia 2020     | 21 399 058       | 235 671        | 67                 | [ 75 ]  |
| Suma                                                          | Suma             | Suma                 | 6 057 992 547    | 17 570 580     | 1735               |         |

### Oceny krytyków
| Film                                                          | Rotten Tomatoes (średnia ocen na 10 punktów / % ocen pozytywnych) | Metacritic (średnia ocen na 100 punktów) | Przypis         |
| ------------------------------------------------------------- | ----------------------------------------------------------------- | ---------------------------------------- | --------------- |
| X-Men                                                         | 7,1 / 81%                                                         | 64                                       | [ 76 ] [ 77 ]   |
| X-Men 2 X2                                                    | 7,5 / 85%                                                         | 68                                       | [ 78 ] [ 79 ]   |
| X-Men: Ostatni bastion X-Men: The Last Stand                  | 5,9 / 58%                                                         | 58                                       | [ 80 ] [ 81 ]   |
| X-Men Geneza: Wolverine X-Men Origins: Wolverine              | 5,14 / 37%                                                        | 40                                       | [ 82 ] [ 83 ]   |
| X-Men: Pierwsza klasa X-Men: First Class                      | 7,37 / 86%                                                        | 65                                       | [ 84 ] [ 85 ]   |
| Wolverine The Wolverine                                       | 6,34 / 71%                                                        | 61                                       | [ 86 ] [ 87 ]   |
| X-Men: Przeszłość, która nadejdzie X-Men: Days of Future Past | 7,53 / 90%                                                        | 75                                       | [ 88 ] [ 89 ]   |
| Deadpool                                                      | 7,1 / 85%                                                         | 65                                       | [ 90 ] [ 91 ]   |
| X-Men: Apocalypse                                             | 5,60 / 47%                                                        | 52                                       | [ 92 ] [ 93 ]   |
| Logan: Wolverine Logan                                        | 8,00 / 93%                                                        | 77                                       | [ 94 ] [ 95 ]   |
| Deadpool 2                                                    | 7,10 / 84%                                                        | 66                                       | [ 96 ] [ 97 ]   |
| X-Men: Mroczna Phoenix Dark Phoenix                           | 4,60 / 22%                                                        | 43                                       | [ 98 ] [ 99 ]   |
| Nowi mutanci The New Mutants                                  | 4,90 / 35%                                                        | 41                                       | [ 100 ] [ 101 ] |

## Anulowane projekty
W 2019 roku The Walt Disney Company sfinalizował transakcję zakupu 21st Century Fox, wskutek czego wszystkie filmy studia związane z franczyzą filmową o X-Menach zostały anulowane, a prawa do postaci powróciły do Marvel Studios. Prezes Disneya, Robert Iger, poinformował, że X-Meni, Deadpool i Wolverine zostaną włączeni do Filmowego Uniwersum Marvela. W lipcu 2019 roku, podczas San Diego Comic-Conu, Kevin Feige zapowiedział, że studio pracuje nad rebootem filmu o mutantach.
Wśród rozpoczętych projektów dotyczących franczyzy 20th Century Fox znalazły się:
- X-Men Origins: Magneto: W 2004 roku studio zatrudniło Sheldona Turnera do napisania scenariusza go filmu[105]. W kwietniu 2007 roku David S. Goyer został zatrudniony na stanowisku reżysera[106]. Historia filmu miała być ulokowana w latach 1939–1955[107]. W sierpniu 2010 roku Lauren Shuler Donner ujawniła, że część historii została zintegrowana w prequel X-Men: Pierwsza klasa, a sam film o Magneto został anulowany[108].
- Crossover X-Men / Fantastyczna Czwórka / Daredevil / Deadpool: W 2010 roku Zack Stentz i Ashley Miller zostali zatrudnieni do napisania scenariusza do filmu łączącego X-Menów, Fantastyczną Czwórkę, Daredevila i Deadpoola. Historia miała opowiadać o ustawie rejestracji superbohaterów. Paul Greengrass miał zostać reżyserem. Nad alternatywną wersją scenariusza pracował również Warren Ellis[109].
- X-Force: W lipcu 2013 roku Jeff Wadlow został zatrudniony do napisania scenariusza i do wyreżyserowania filmu[110]. Po premierze filmu Deadpool Ryan Reynolds poinformował, że jego postać ma się pojawić w filmie[111]. W maju 2016 roku Simon Kinberg pracował nad scenariuszem[112]. W lutym 2017 roku Joe Carnahan został zatrudniony na stanowisku reżysera. Ujawniono również, że Reynolds współtworzy scenariusz[113]. We wrześniu tego samego roku poinformowano, że scenariuszem i reżyserią zajmie się Drew Goddard[114].
- Gambit: W maju 2014 roku Channing Tatum został obsadzony w tytułowej roli[115], a  październiku Josh Zetumer został zatrudniony do napisania scenariusza[116]. W czerwcu 2015 Rupert Wyatt objął stanowisko reżysera[117], ale kilka miesięcy później zrezygnował. Później jego stanowisko objął Doug Liman[118], a następnie Gore Verbinski[119]. W styczniu 2019 roku Tatum rozpoczął negocjacje dotyczące wyreżyserowania filmu[120]. W marcu Kinberg poinformował, że również pracuje nad scenariuszem[121]. Film miał ustaloną datę amerykańskiej premiery na 7 października 2016 roku[122], później została ona przesunięta na 14 lutego 2019[123], a następnie na 7 czerwca 2019[124]. W maju 2019 roku studio usunęło film z planów wydawniczych[125].
- kontynuacje Mrocznej Phoenix: W maju 2016 roku Simon Kinberg zapowiedział, że X-Men: Mroczna Phoenix ma być pierwszym filmem nowej trylogii o młodych mutantach[126].
- Deadpool 3: W listopadzie 2016 roku studio rozpoczęło planować trzeci[127]. Rhett Reese i Paul Wernick poinformowali, że film rozpocznie produkcję po X-Force oraz że Ryan Reynolds i Morena Baccarin powtórzą swoje role[128]. W październiku 2019 roku Reese i Wernick poinformowali, że scenariusz jest gotowy i czekają na jego zatwierdzenie[129]. W grudniu Reynolds potwierdził, że kolejny film o Deadpoolu z nim w roli głównej jest w trakcie rozwoju przez Marvel Studios[130].
- kontynuacje Nowych mutantów W grudniu 2016 roku Josh Boone poinformował, że Nowi mutanci są planowane jako pierwszy film z trylogii. Tworząc od początku zarys historii na kolejne dwa filmy[131]. W październiku 2017 roku potwierdził, że sequele są planowane przez studio[132]. Antonio Banderas został obsadzony jako Emmanuel da Costa w drugiej części[133]. Sacha Baron Cohen rozpoczął negocjacje dotyczące zagrania roli Warlocka[134].
- Alpha Flight i Exiles: W lutym 2017 roku Kinberg poinformował, że studio planuje filmy na podstawie tych dwóch drużyn superbohaterów[135].
- Laura / X-23: W lutym 2017 roku Kinberg poinformował, że planowany jest film o Laurze Kinney / X-23, która została przedstawiona w filmie Logan: Wolverine. W październiku tego samego roku poinformowano, że James Mangold rozpoczął prace nad scenariuszem do filmu wstępnie zatytułowanego Laura[136]. Craig Kyle został zatrudniony jako współscenarzysta[137].
- Multiple Man: W październiku 2017 roku poinformowano, że film jest w trakcie rozwoju, a James Franco ma zagrać Jamiego Madroxa / Multiple Mana. Allan Heinberg został zatrudniony na stanowisku scenarzysty[138].
- Kitty Pryde: W lutym 2018 roku poinformowano, że Tim Miller wyreżyseruje film, natomiast miesiąc później Brian Michael Bendis został zatrudniony do napisania scenariusza[139].